# 18770 Yingqiuqilei
18770 Yingqiuqilei este un asteroid din centura principală de asteroizi.

## Descriere
18770 Yingqiuqilei este un asteroid din centura principală de asteroizi. A fost descoperit pe 10 mai 1999 la Socorro, New Mexico, în cadrul proiectului LINEAR. Asteroidul prezintă o orbită caracterizată de o semiaxă mare de 2,21 ua, o excentricitate de 0,18 și o înclinație de 2,2° în raport cu ecliptica.